# Vittorio Mancini
Vittorio Mancini (Milano, 26 giugno 1948) è un designer e pubblicitario italiano.

## Biografia
Frequenta gli studi a Milano presso l'Istituto “Rizzoli” per l'insegnamento delle arti grafiche. Successivamente matura le prime esperienze professionali in agenzie nell'ambito del packaging design.
Negli anni '70 lavora alla creazione dell'immagine per prodotti di largo consumo: 
Bio Presto (Unilever), Legno Vivo (Johnson Wax), Linea Contour (Gillette), Sole Piatti (Panigal), Rio Mare e altri.
Nel 1979 fonda l'omonimo studio. È consulente di agenzie di comunicazione quali Young & Rubicam, Armando Testa, McCann Erickson, Ted Bates, FCB e altre. Collabora direttamente con grandi aziende italiane e internazionali come Bayer, Cinzano, Cirio, Colussi, Ferrero, Nestlè, Star e molte altre.

## Barilla
Nel 1980 comincia un sodalizio professionale con Barilla.
Nel 1982 cura il restyling del marchio Mulino Bianco, disegnato in origine da Cesare Trolli. Il nuovo disegno viene donato ai fratelli Guido, Luca e Paolo Barilla.

## Principali marchi creati o riprogettati
- “Vallelata” Galbani
- Valfrutta (1990-2005)
- Aperol Soda
- “Tartufone” Motta
- “Pharbenia” di Bayer
- Buitoni International per Nestlé di Vevey
- Private label gruppo PAM
- Brand Architecture gruppo Fiorucci
- Barilla - Pack celebrativo per i 125 anni dell'azienda
- Granarolo
- “Privolat” per Misura
- “Cerealix”, “Gran Cereale”e “Fuori Orario” per  Mulino Bianco
- Brand Architecture Star
- Linea “Club 4-10” per Coop
- Fissan
- Brand Architecture  per Colussi
- Brand Architecture per Monini

## Riconoscimenti
- 3 Oscar dell'Imballaggio: nel 1983 per la linea “Dolcetti delle Feste” Mulino Bianco, nel 1985 per la linea “Tartufone Motta” e nel 2005 per la confezione di salse impilabili di Barilla USA
- Premio al Miglior Packaging “Categoria Merende” nel 1988 alla linea “Flauti” Mulino Bianco.
- Nel 2011 si classifica Primo al Premio Mediastars nella categoria Food, sezione Packaging, con il pack di Coop “Club 4-10” e, all'interno dello stesso concorso, riceve uno Special Star per la Direzione Creativa di SOLE e un doppio Special Star per la Digital Imaging, rispettivamente, nel restyling “Coop” e nel nuovo packaging “SOLE”.